# Brachymastax afghanus
Brachymastax afghanus is een rechtvleugelig insect uit de familie Eumastacidae. De wetenschappelijke naam van deze soort is voor het eerst geldig gepubliceerd in 1939 door Ramme.